# 라 엘리파역
라 엘리파 역(스페인어: La Elipa)은 마드리드 지하철 2호선의 역이다. 마드리드 시우다드리네알 구 벤타스의 마르케스 데 코르베라 대로 지하에 위치해 있다. 요금구역상으로는 A구역에 속한다.

## 역사
2호선 연장 요구가 높아짐에 따라 2007년 2월 16일 벤타스에서 라 엘리파까지 1개역을 연장해 영업에 들어갔다. 개통 당시부터 2호선의 시종착역 역할을 하였으나 2011년 3월 16일부로 2호선이 라스 로사스 역까지 길게 연장되면서 일반역이 되었다.
라 엘리파라는 역명은 주변 지역 이름인 라엘리파에서 따왔다.

## 환승 정보
역 주변에 시내버스 정류장이 있으며 주간노선인 15, 28, 110, 113, 210번 노선과 야간노선인 N6번 노선이 다닌다.
| 마드리드 지하철         | 마드리드 지하철       | 마드리드 지하철        |
| ----------------------- | --------------------- | ---------------------- |
| 라 알무데나 라스 로사스 | 마드리드 지하철 2호선 | 벤타스 콰트로 카미노스 |